# Ексчейндж-плейс (Мангеттен)
Ексчейндж-Плейс (англ. Exchange Place) — вулиця у фінансовому районі Нижнього Мангеттена, Нью-Йорк. Вулиця проходить п'ять кварталів між Трініті-Плейс на заході та Ганновер-стріт на сході.
Ексчейндж-Плейс була вимощена в 1657 році як частина плану вулиць голландської колонії Новий Амстердам (сучасний Нижній Мангеттен), як зазначено в Плані Кастелло. Складається з частин двох колоніальних голландських доріг і в основному збереглась в стані якому існувала у 1660 році, хоча неодноразово змінювала назву та розширювалась у 1836 році. Нинішня назва, яка датується 1827 роком, походить від присутності Нью-Йоркської фондової біржі біля Ексчейндж-Плейс. Вздовж Ексчейндж-Плейс розташовані кілька визначних місць, зокрема будівля Нью-Йоркської фондової біржі, Ексчейндж-Плейс 20 і Волл-стріт 55.

## Історія
Ексчейндж-Плейс була створена в 1657 році, як зазначено в Плані Кастелло, карті вулиць голландської колонії Новий Амстердам (сучасний Нижній Мангеттен). Вулиця все ще збереглася в тому вигляді, в якому вона існувала в 1660 році. Вулиця включає частини двох колоніальних голландських вулиць: Гере-Дварс-стріт і Туїн-стріт. Гере-Дварс-стріт пролягала у двох кварталах між Бродвеєм і Брод-стріт. Туїн-стріт, названа на честь садів, які пролягали на один квартал від Брод-стріт до Вільям-стріт. У колоніальні часи ця територія була болотиста, щоб осушити болото, був виритий канал від Ексчейндж-Плейс, уздовж якого згодом була побудована Брод-стріт. Територія навколо Брод-стріт і Біржової площі була відома як "Шіп Вейт" дослівно "пасовище для овець".